# Duma i uprzedzenie (film 2005)
Duma i uprzedzenie (ang. Pride and Prejudice) – brytyjsko-francusko-amerykański melodramat kostiumowy z 2005 roku w reżyserii Joe Wrighta. Ekranizacja klasycznej powieści pod tym samym tytułem autorstwa Jane Austen.

## Produkcja
Zdjęcia do filmu kręcono na obszarze kilku angielskich hrabstw: 
- Berkshire (Basildon Park);
- Cambridgeshire (Burghley House);
- Derbyshire (Haddon Hall, Chatsworth House, Stanage Edge);
- Kent (posiadłość Groombridge Place);
- Lincolnshire (Stamford);
- Northamptonshire (Weekley);
- Wiltshire (Stourhead, Wilton House)[1][2].

## Fabuła
Do Netherfield przybywa przystojny i bogaty Charles Bingley z zamiarem osiedlenia się tam na stałe. Przybysz wzbudza żywe zainteresowanie lokalnej społeczności, zwłaszcza niezamożnych panien na wydaniu. Na zawarciu bliższej znajomości z nowym sąsiadem zależy szczególnie pani Bennet, matce pięciu dorosłych córek, których jedyną szansą na dostatnie życie jest bogate zamążpójście. Sprawa jest paląca, gdyż cały rodzinny majątek ma wkrótce przejść w ręce antypatycznego kuzyna, pana Collinsa. Początkowo wszystko układa się po myśli pani Bennet. Bingley zakochuje się w jej najstarszej i najładniejszej córce, Jane. Tymczasem jego najlepszy przyjaciel, ponury i wyniosły pan Darcy, obdarza zainteresowaniem jej młodszą siostrę, Elżbietę.

## Obsada
- Keira Knightley – Elizabeth Bennet
- Matthew MacFadyen – pan Darcy
- Donald Sutherland – pan Bennet
- Brenda Blethyn – pani Bennet
- Rosamund Pike – Jane Bennet
- Jena Malone – Lydia Bennet
- Carey Mulligan – Kitty Bennet
- Talulah Riley – Mary Bennet
- Judi Dench – lady Catherine De Bourgh
- Tom Hollander – pan Collins
- Simon Woods – Charles Bingley
- Kelly Reilly – Caroline Bingley
- Rupert Friend – pan Wickham
- Tamzin Merchant – Georgiana Darcy
- Claudie Blakley – Charlotte Lucas
- Penelope Wilton – pani Gardiner